# Ovalentariae
Ovalentariae is een clade van straalvinnige beenvissen binnen de Percomorpha, een subreeks genoemd. Hij bestaat uit een groep visfamilies die in de vijfde editie van Fishes of the World incertae sedis worden genoemd, evenals de orden Mugiliformes, Cichliformes en Blenniiformes.
De klade werd benoemd door W. Leo Smith en T.J. Near in Wainwright et al. (2012) gebaseerd op een moleculaire fylogenie, maar de auteurs suggereerden dat de groep verenigd was door de aanwezigheid van demersale eieren (die dus in de modder gelegd worden) die aan een substraat zijn bevestigd, waarnaar de naam verwijst. Sommige auteurs hebben de ordenaam Stiassnyiformes gebruikt voor een clade met inbegrip van de Mugiloidei, Plesiopidae, Blenniiformes, Atherinomorpha en Cichlidae, en deze groepering lijkt monofyletisch te zijn.
De klade werd gedefinieerd als de groep bestaande uit de laatste gemeenschappelijke voorouder van Ambassis urotaenia Bleeker, Mugil cephalus L., Embiotoca lateralis Agassiz, Pseudochromis fridmani Klausewitz, Gobiesox maeandricus Girard, Gillellus semicinctus Gilbert, Polycentrus schomburgkii Müller & Troschel, Pholidichthys leucotaenia Bleeker, Cichla temensis Humbolt, Labidesthes sicculus Cope, Gambusia affinis Baird & Girard, en Oryzias latipes Temminck & Schlegel; en al zijn nakomelingen. De naam is afgeleid van het Latijn ovum, 'ei' en lentus (de naamgevers gebruikten de meervouden ova en  lentae) 'kleverig', een verwijzing naar de eieren die door kleverige draden van het chorion bevestigd zijn.

## Taxonomie
- incertae sedis
  - Familie Ambassidae
  - Familie Embiotocidae
  - Familie Grammatidae
  - Familie Plesiopidae
  - Familie Polycentridae
  - Familie Pomacentridae
  - Familie Pseudochromidae
  - Familie Opistognathidae
- Orde Mugiliformes
  - Familie Mugilidae
- Orde Cichliformes
  - Familie Cichlidae
  - Familie Pholidichthyidae
- Orde Blenniiformes
  - Familie Tripterygiidae
  - Familie Dactyloscopidae
  - Familie Blenniidae
  - Familie Clinidae
  - Familie Labrisomidae
  - Familie Chaenopsidae
- Orde Gobiesociformes
  - Familie Gobiesocidae
- Infraseries Atherinomorpha
  - Orde Atheriniformes
    - Onderorde Atherinopsoidei
      - Family Atherinopsidae
      - Family Notocheiridae

    - Onderorde Atherinoidei
      - Familie Isonidae
      - Familie Melanotaeniidae
      - Familie Atherinidae
      - Familie Dentatherinidae
      - Familie Phallostethidae
      - Familie Atherinidae

  - Orde Beloniformes
    - Onderorde Adrianichthyoidei
      - Familie Adrianichthyidae

    - Onderorde Exocoetoidei
      - Superfamilie Exocoetoidea
        - Familie Exocoetidae
        - Familie Hemiramphidae
        - Familie Zenarchopteridae

      - Superfamilie Scomberesocoidea
        - Familie Belonidae
        - Familie Scomberesocidae

  - Orde Cyprinodontiformes
    - Onderorde Aplocheiloidei
      - Familie Aplocheilidae
      - Familie Nothobranchiidae
      - Familie Rivulidae

    - Onderorde Cyprinodontoidei
      - Superfamilie Funduloidea
        - Familie Profundulidae
        - Familie Goodeidae
        - Familie Fundulidae

      - Superfamilie Valencioidea
        - Familie Valenciidae

      - Superfamilie Cyprinodontoidea
        - Familie Cyprinodontidae

      - Superfamilie Poecilioidea
        - Familie Anablepidae
        - Familie Poecilidae

De zusterclades van de Ovalentaria is de groep taxa genaamd de Carangimorpharia of Carangaria, die onder andere de platvissen, zeilvissen en horsmakrelen omvat.